# Nowa Kościelnica (przystanek kolejowy)
Nowa Kościelnica – dawny wąskotorowy przystanek osobowy znajdująca się we wsi Nowa Kościelnica, w gminie Ostaszewo, w powiecie nowodworskim, w województwie pomorskim. Położony był na linii kolejowej z Jeziernika do Żuławek Północnych. Linia ta została otwarta w 1920 roku. Zamknięta została w 1969 roku.